# 합천 해인사 국일암 벽암선사 진영
합천 해인사 국일암 벽암선사 진영(陜川 海印寺 國一庵 碧巖禪師 眞影)는 경상남도 합천군 가야면 해인사에 있는 조선시대의 초상화이다. 
2009년 8월 6일 경상남도의 유형문화재 제487호 해인사 국일암 벽암선사 진영으로 지정되었다가, 2018년 12월 20일 현재의 명칭으로 변경되었다.

## 개요
국일암 소장의 벽암존자진영은 전형적인 18세기 후반 초상화의 양식적 특징을 잘 보여주고는 있으며 화면 중앙에 오른쪽을 향하여 의자에 앉아 있는 벽암존자상(碧巖尊者像)을 단독 배치한 진영으로 대각선 구도를 보여 정적인 화면에 운동감을 부여하고 있다. 근엄한 듯 자상한 얼굴에 오른 손은 무릎 위로 내려 검지손가락을 들어 변화를 주고 있으며, 왼손은 의자 팔걸이에 기댄 채 왼 어깨에 걸친불자(拂子)를 잡고 있다. 내의 깃과 소맷자락 및 흰색 동정과 대조를 이루어 깔끔한 느낌을 주는 다갈색 섞인 녹색장삼 (長衫)은 전반에 걸쳐 녹색 돋을 선을 사용하여 옷주름과 문양이 표현되어 있으며, 왼 어깨에 매듭을 지어 걸친 선홍색의 가사에는 금색 문양이 화려하다. 의자 등받이의 홍색 바탕에는 구름무늬와 함께 고리형태의 둥근 무늬와 마름모 무늬를 장식하였으며, 테두리로는 화려한 꽃무늬를 둘러 경직되고 무거워진 분위기에 변화를 주고 있다. 의자는 우향하여 사선을 이루며 앉아 있는 인물의 자세와 달리 앞․뒤 다리 길이의 차이를 두지 않고 원근법에 다소 어긋나게 모두 똑같은 수평선상에 둠으로써 표현의 미숙함이 엿보인다. 그림의 배경은 椅坐像 진영도에서 일반적으로 볼 수 있는 것과 같이 화문석 바닥과 벽을 두어 공간을 구성하였으며, 우측(향좌) 상단에는 賜國一都大禪師碧巖尊者之眞相이라는 제명이 쓰여져 있다.

## 참고 자료
- 합천 해인사 국일암 벽암선사 진영 - 국가유산청 국가유산포털